# Grenoble Métropole Hockey 38
I Brûleurs de Loups (in italiano: "bruciatori di lupi") sono una squadra francese di hockey su ghiaccio che ha sede nella città di Grenoble.
Giocano nella Ligue Magnus, il massimo campionato francese, di cui sono stati vincitori 8 volte (1981, 1982, 1991, 1998, 2007, 2009, 2019 e 2022).
Il nome ufficiale è Grenoble Métropole Hockey 38.

## Storia
Il soprannome del club risale agli anni '60 quando Albert Fontaine, un reporter del giornale Le Dauphiné libéré soprannominò così la squadra ma solo dal 1992 divenne il soprannome ufficiale del club. Il soprannome Brûleurs de Loups significa letteralmente bruciatori di lupi ed è legato alla diffusa pratica di incendiare i boschi per allontanare i lupi.
Il club vanta 8 titoli nazionali nella Ligue Magnus, 5 coppe di Francia, 4 coppe di Lega e 4 Supercoppa (trofeo disputato tra le vincitrici della coppa di Francia e della coppa di Lega).
A partire dal 2001 la squadra gioca sulla pista di pattinaggio del complesso del Pôle Sud; allo stesso tempo la società ha deciso di intraprendere la strada del professionismo, scelta che ha portato i propri frutti a partire dalla stagione 2007 con la conquista del quinto titolo di campione di Francia, a nove anni di distanza dal precedente, e alla conquista della prima edizione della coppa di Lega battendo il Rouen in finale dopo 6 anni.
Dopo la coppa di Francia conquistata nel 2008, la stagione 2008-2009 segna la storia del club e dell'hockey francese con la conquista del Grande Slam: nessuna squadra era riuscita fino ad allora a conquistare nella stessa stagione tutti i titoli nazionali in palio, cioè la Supercoppa, la Coppa di Francia, la Coppa di Lega e il titolo nazionale nella Ligue Magnus.
‌

## Palmarès

### Titoli nazionali
- 8 Ligue Magnus: 1981, 1982, 1991, 1998, 2007, 2009, 2019, 2022 (9 i secondi posti: 1967, 1968, 1977, 1983, 1990, 2004, 2012, 2018, 2023)
- 5 Coppe di Francia: 1994, 2008, 2009, 2017, 2023 (2 finale perse: 2004, 2016)
- 4 Coppa di Lega: 2007, 2009, 2011, 2015 (1 finale persa: 2010)
- 4 Supercoppa: 2008, 2009, 2010, 2017 (1 finale persa: 2007)